# Giacomo Babini
Giacomo Babini (ur. 22 lutego 1929 w Alfero, zm. 1 listopada 2021 w Sansepolcro) – włoski duchowny rzymskokatolicki, w latach 1996-2001 biskup Grosseto.

## Życiorys
Święcenia kapłańskie przyjął 26 czerwca 1953. 25 lipca 1987 został mianowany biskupem pomocniczym Arezzo-Cortona-Sansepolcro ze stolicą tytularną Tubunae in Mauretania. Sakrę biskupią otrzymał 19 września 1987. 7 grudnia 1991 objął rządy w diecezji Pitigliano-Sovana-Orbetello, a 13 lipca 1996 został mianowany biskupem Grosseto. 17 listopada 2001 zrezygnował z urzędu.